# Línea Morice

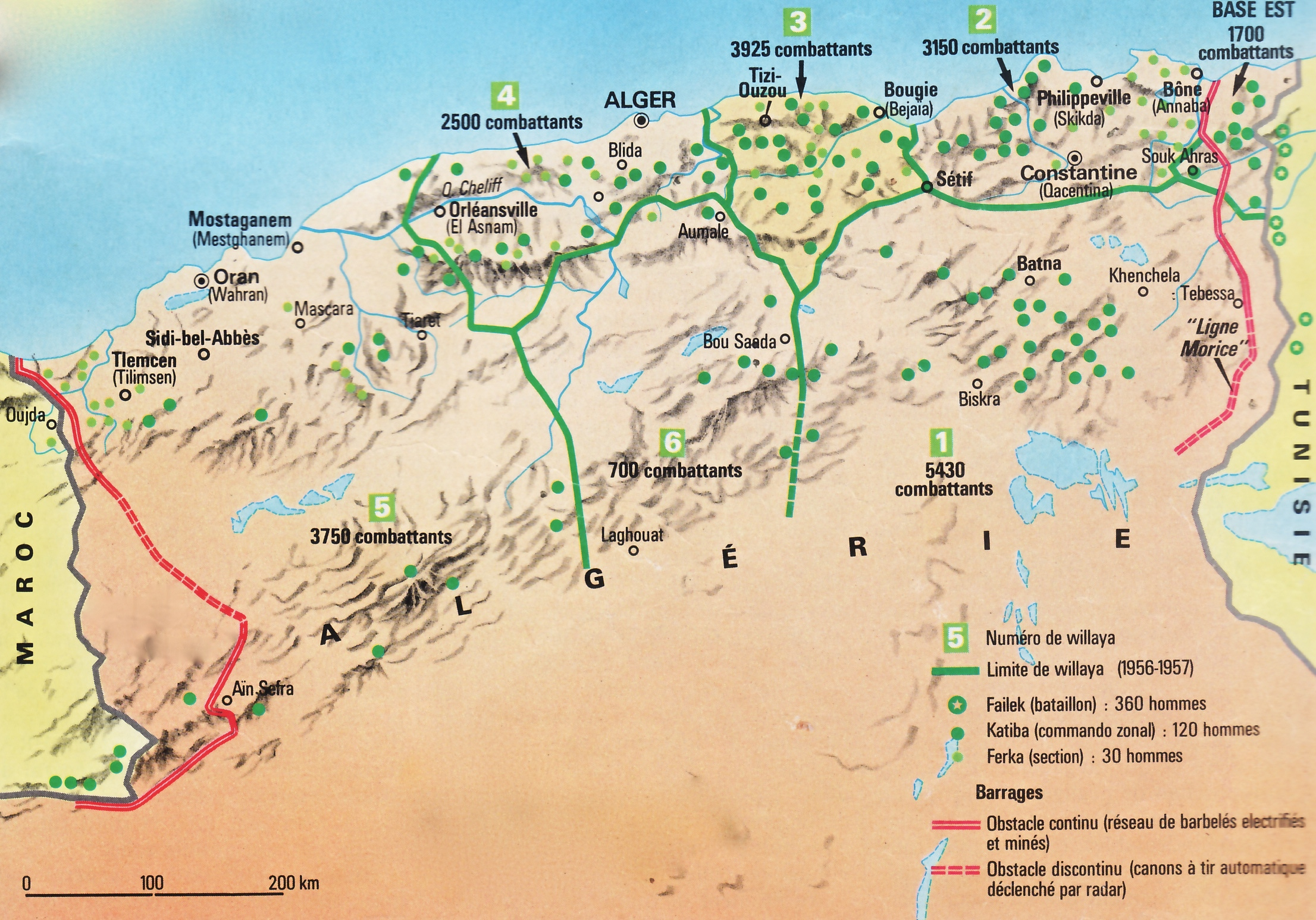
Barreras electrificadas militarizadas de Morice

La línea Morice era una línea militar de defensa construida durante la Guerra de Independencia de Argelia, cuya construcción concluyó en julio de 1957. Fue bautizada así por el ministro de la Defensa de Francia de esa época André Morice.

## Características
La línea Morice fue construida a lo largo de la frontera entre Argelia y Túnez, y Argelia y Marruecos;  de una longitud de unos 460 km, y fue construida con el fin de impedir el acceso a los combatientes del Frente de Liberación Nacional argelino a la entonces colonia francesa. Esta se convirtió en la primera línea de defensa francesa durante la batalla de las Fronteras.
Al ser alambrada con púas, electrificada, minada y vigilada permanentemente, la misma desempeñó su objetivo. La línea Morice fue renforzada por la línea Challe en 1959.

## Minas antipersonal

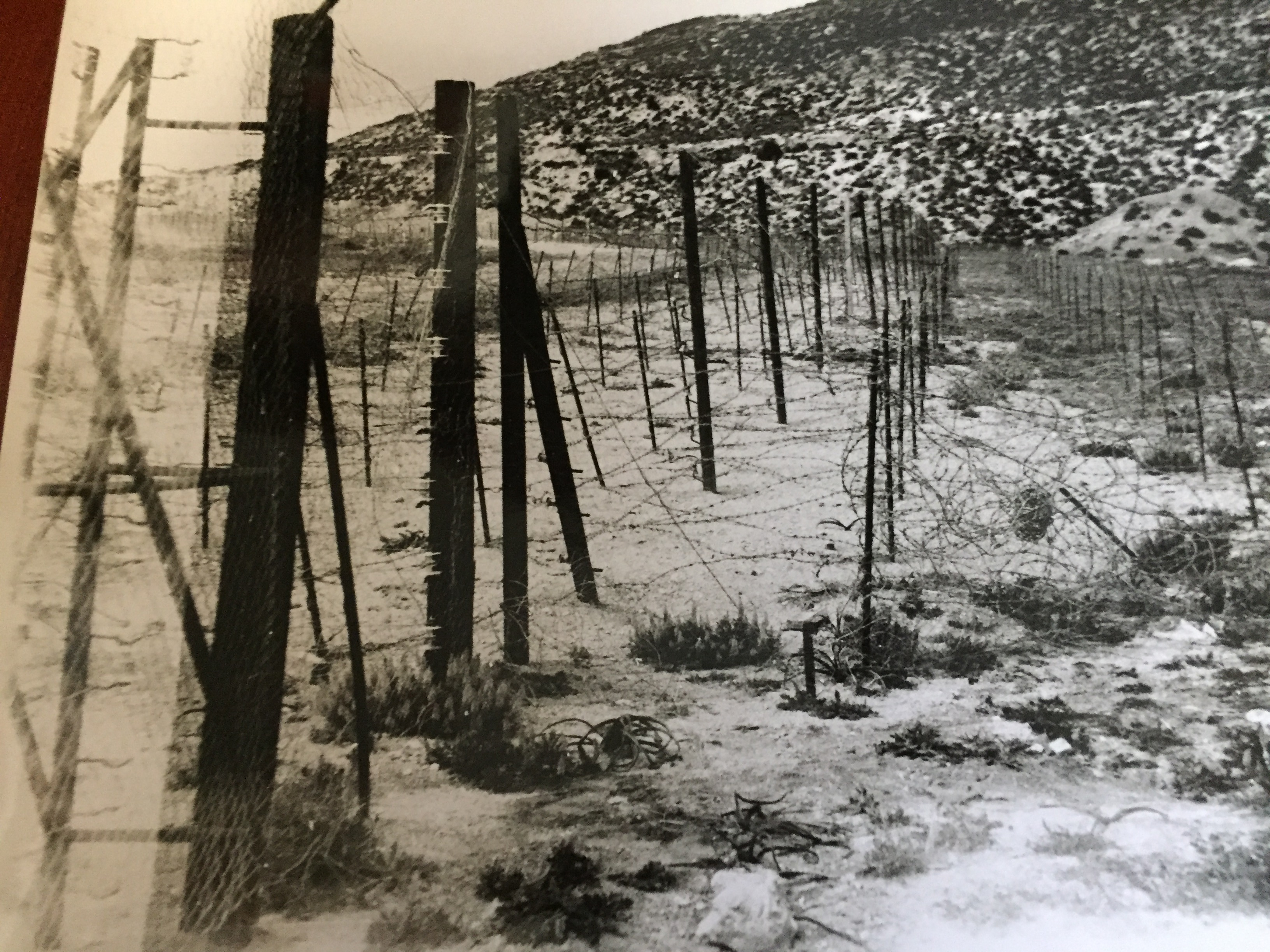
La Línea Morice hacia 1958

Por décadas después de que el conflicto había cesado, se estimaba que quedaban millares de minas terrestres (minas antipersonal) que el ejército francés había dejado activas durante su retirada; según Argelia, estas serían más de tres millones.
Estas armas continuaron causando pérdidas de vida y mutilaciones entre la población argelina local durante décadas. No fue hasta octubre de 2007 que el general Jean-Louis Georgelin, entonces Jefe de Estado Mayor del Ejército Francés, entregó oficialmente a su homólogo argelino, el General Ahmed Gaïd Salah, los mapas indicando los campos minados que el ejército francés dejó a lo largo de las líneas Challe y Morice entre 1956 y 1959.
Argelia se acogió a la Convención de Ottawa o Convención sobre la prohibición de las minas antipersonal en 2001, y en 2017, Argelia anunció formalmente ante la ONU en Ginebra, la consecución de sus obligaciones de desminado de su territorio según tal tratado. Indicó que después de décadas de labores, lograron despejar 93 zonas minadas o que se consideraban minadas, incluidas 78 que hacían parte de estas Líneas.